# Исаченко, Наталья Александровна
Наталья Александровна Исаченко (р. 14 февраля 1979) – казахстанская лыжница, мастер спорта Республики Казахстан международного класса (2003).

## Биография
Н.А. Исаченко - дочь казахстанских тренеров  А.Д. Исаченко и Т.М. Исаченко, живёт и тренируется в с.Черемшанка.
На зимней Олимпиаде 2002 года в Солт-Лейк-Сити была 51-й в спринте и 49-й на дистанции 15 км.
На зимней Олимпиаде 2006 года в Турине была 45-й в спринте и 61-й на дистанции 10 км и 38-й – на дистанции 30 км.